# Andreaskirche (Gossau SG)

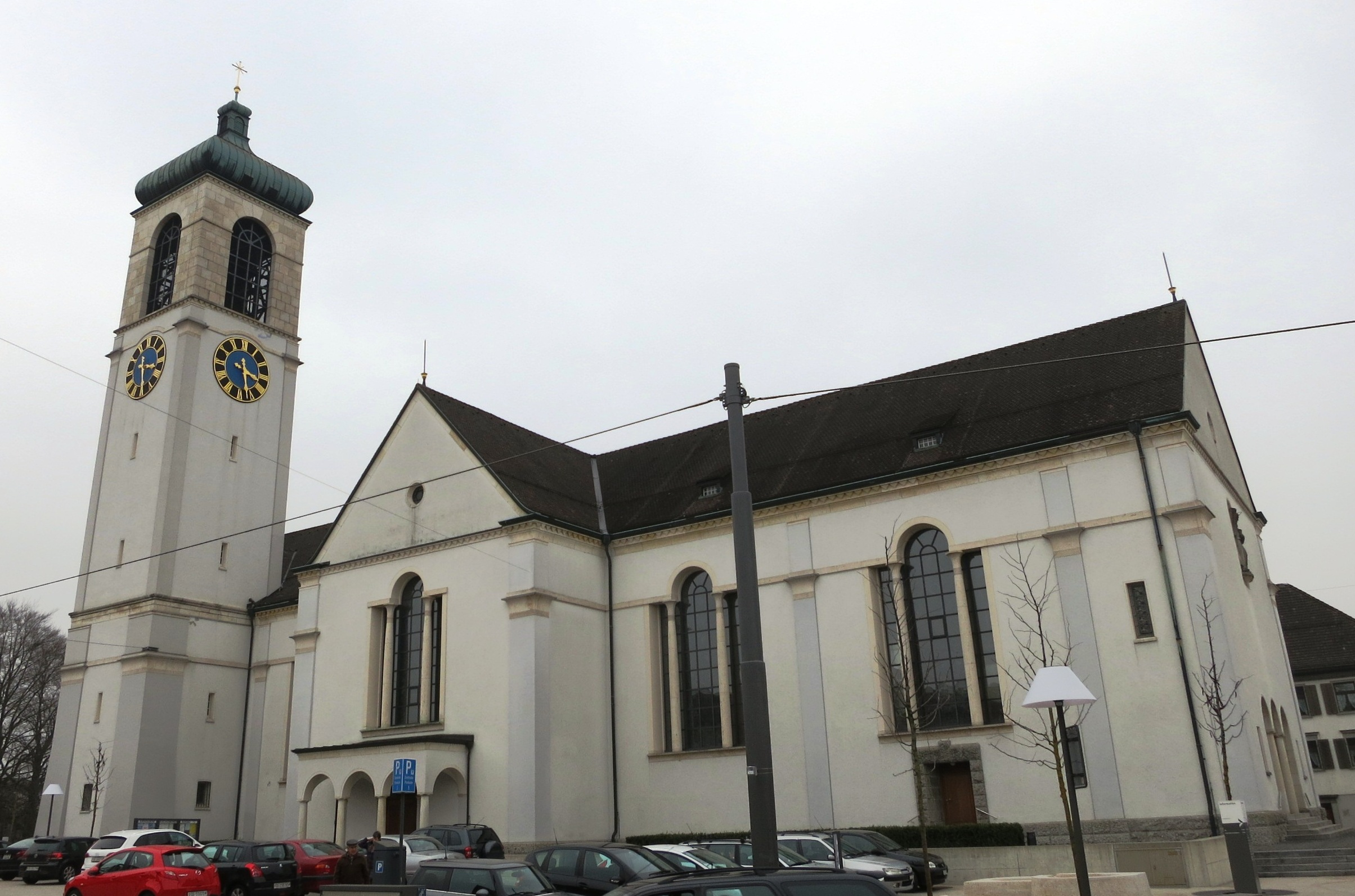
Andreaskirche

Die römisch-katholische Pfarrkirche St. Andreas ist die älteste Gossauer Kirche. Im Jahr 910 tritt zum ersten Mal eine Pfarrkirche in einer Wiederverleihungsurkunde von Boden durch das Kloster St. Gallen auf. Die «nantliche pfarr zu Gossouw» muss ein ansehnliches, wahrscheinlich dem Patronat des heiligen Michael anvertraute Gotteshaus gewesen sein. Ausgrabungen im Jahr 1989 belegten, dass bereits diese am heutigen Kirchplatz gestanden hatte.

## Geschichte
Spätestens Anfang des 15. Jahrhunderts wurde die Gossauer Pfarrkirche ein erstes Mal zerstört. Als die Appenzellerkriege tobten, liess Graf Friedrich VII von Toggenburg 1428 das Dorf in Schutt und Asche legen. Dem Nachfolgerbau widerfuhr im Zuge der Reformation im 16. Jahrhundert grosse Verwüstung. Denn im Januar 1529 erlebte Gossau seinen Bildersturm mit zerschlagenen Messkelchen, Kruzifixen, Statuen und verbrannten Bildern. Der Altarstein wurde aus der Kirche entfernt und nach Rorschach verkauft. Nach der Niederlage der reformierten Orte bei der Schlacht bei Kappel erhielt der Abt von St. Gallen sein Stiftsland zurück und er zog am 17. Dezember 1531 wieder in Gossau ein. Man machte sich daran, die Pfarrkirche gründlich zu renovieren. Den Altarstein kaufte man zurück. Der Herisauer Pauli Böllentreter übernahm die Renovationsarbeiten an der stark beschädigten Kirche. Die zerschlagene Uhr wurde durch einen Winterthurer «Zitmacher» wieder in Gang gebracht und neue Glasfenster von Meister Ruedi aus St. Gallen wurden eingesetzt. Das Kircheninventar war 1534 wieder im Besitz der Pfarrei. Ein Jahr später läuteten neue Glocken im Turm. Mit der Kirchenmalerei wurde 1540 begonnen. 1546 wurde die Kirche neu geweiht.

### Dorfbrand 1638
Am 31. März 1638 wurde die Pfarrkirche St. Andreas und Jakobus ein Raub der Flammen. Eine Unvorsichtigkeit im Haus eines Bäckers, welcher der Kirche gegenüber wohnte, war die Ursache für einen Dorfbrand.
Den Wiederaufbau nahm man unter der Leitung von Michael Scheitlin an die Hand. Der Konstanzer Bischof Franziskus Johannes weihte am 13. Juni 1646 Altäre und Kirche. Ein altes Dorfbild zeigt, dass der Kirche ein kleines Klösterchen angegliedert war.

### Dorfbrand 1731
Bereits beim Dorfbrand von 1731 loderte das Gotteshaus erneut, weil zur Mittagszeit im Hinterdorf in einem Haus ein Feuer ausgebrochen war und der starke Wind die brennenden Schindeln aufs Kirchdach getragen hatte.

## Beschreibung
Am 21. April 1732 wurde der Grundstein für die neue, grössere, 500 Sitzplätze fassende Kirche gelegt. Die 1731 abgebrannte Kirche war wegen dem starken Bevölkerungswachstums zu klein geworden und hätte ohnehin neu- oder umgebaut werden müssen. Dem erfahrenen Baumeister Jakob Grubenmann aus Teufen wurde der Auftrag für einen barocken Neubau übergeben. Die Pläne lieferte «Bauherr Benz von Konstanz». Am 13. und 14. September wurde der Dachstuhl aufgerichtet und am Fest des Kirchenpatrons, des heiligen Andreas, am 30. November, fand der feierliche Einzug mit dem Allerheiligsten in den fertiggestellten Rohbau statt. Am 24. Oktober 1737 wurde die Andreaskirche geweiht. Der damalige Bau, der in seiner Mauersubstanz noch vorhanden ist, prägt den Kubus der Kirche bis heute weitgehend.

### Renovationen
Eine grössere innere und äussere Renovation wurde unter Pfarrer Schlumpf in den Jahren 1850 bis 1873 durchgeführt. Dabei wurden zwei neue Seitenaltäre errichtet. Unter Dekan Theodor Ruggle wurden im Herbst 1884 die Decken, Bilder und Altäre restauriert und im Sommer 1885 die Renovation an Kirche, Turm und Kuppel abgeschlossen. Damals erhielt der Kirchenbau von Heinrich Kaiser aus Stans eine dichte, farbige Dekorationsmalerei im Stile des Historismus.

### Erweiterungsbauten
In der Blütezeit der Stickerei-Industrie wuchs die Bevölkerung rasch, was den Platz in der Kirche knapp werden liess. Auf Anregung des damaligen Pfarrers Robert Bürkler wurde darum 1904 ein Baufonds für eine Erweiterung der Kirche geschaffen. Das Preisgericht des Projektwettbewerbs entschied sich am 10. Juli 1924 zugunsten von Architekt Karl Zöllig aus Flawil. Dieser verlängerte ab 1925 die Kirche um ein Joch in westlicher Richtung. Es entstand eine grosse Anlage mit erweitertem Querschiff und gestuftem Chor. Ausserdem wurde eine Taufkapelle eingebaut. Der Turm im ersten nördlichen Choreinzug wurde im Obergeschoss erneuert und um einen Glockenstuhl erhöht, um ihn den veränderten Proportionen des Schiffes anzupassen. Das Turmdach blieb sehr ähnlich demjenigen, das Jakob Grubenmann 1732 aufgesetzt hatte.
Am 30. August 1926 weihte Bischof Robertus die sechs neuen Glocken. Die farbigen Glasfenster wurden von Felix Baumhauer aus München und vom St. Galler August Wanner geschaffen. Der Gossauer Kunstmaler Augustin Meinrad Bächtiger entwarf ein monumentales Deckengemälde in der ovalen Hängekuppel, das als Hauptfigur Christus bei seiner Wiederkunft zum Weltgericht zeigt. Gebhard Fugel und Felix Baumhauer malten die Bilder für die beiden neuen Altäre. Die einstige bunte Dekorationsmalerei war einer Spätjugendstilausstattung gewichen und der Raum wurde monochrom gestaltet. Die Weihe der vergrösserten Pfarrkirche wurde am 1. und 2. Mai 1928 vollzogen. Die Renovation und Vergrösserung, die in den Jahren 1925 bis 1928 vorgenommen worden war, prägt noch heute das Bild der Kirche.
Die Hauptorgel stammt von Orgelbau Graf aus Sursee. Das 1977 geschaffene Instrument verfügt über 45 Register auf 3 Manualen und Pedal. Seit 1993 gibt es hier als Chororgel ein Instrument im lombardischen Stil. Es war von Midali e Bianchi, Casciago (I), für die katholische Kirche in San Simone (Vacallo) TI gebaut worden.
Infolge der starken Bevölkerungszunahme nach dem Zweiten Weltkrieg vermochte die Pfarrkirche St. Andreas die Gottesdienstteilnehmer erneut nicht mehr aufzunehmen. Die katholische Kirchgemeinde entschloss sich daher zu einem Neubau auf der «Hofegg». Sie beauftragte damit die Rorschacher Architekten Bächtold & Baumgartner. Diese realisierten 1968 bis 1970 ein modernes Sakralzentrum mit Pfarrkirche, Versammlungsräumen und einem nördlich angrenzenden Friedhof. Die Kirche wurde am 14. Juni 1970 durch Bischof Josef Hasler von der Diözese St. Gallen dem Apostel Paulus gewidmet. Gleichzeitig erfolgte die Bildung der Paulus-Pfarrei, einer zweiten Pfarrei innerhalb der Katholischen Kirchgemeinde Gossau.

## Erster Bibelgarten der Schweiz
1978 erfolgte die letzte Erdbestattung auf dem Friedhof im Stadtzentrum. Die Umgebung der Pfarrkirche wurde in eine Park- und Grünanlage umgewandelt, mit dem ersten Bibelgarten der Schweiz.
1990 bis 1992 erfolgte eine Gesamtrenovation der Andreas-Kirche durch Architekt Robert Bamert aus St. Gallen. Dabei erhielt das Gotteshaus sein heutiges Aussehen.